# Melanoporia nigra
Melanoporia nigra är en svampart som först beskrevs av Miles Joseph Berkeley, och fick sitt nu gällande namn av William Alphonso Murrill 1907. Melanoporia nigra ingår i släktet Melanoporia och familjen Polyporaceae.   Inga underarter finns listade i Catalogue of Life.